# Mikayel Nalbandian
Mikayel Nalbandian (in armeno Միքայել Նալբանդյան?; Naxçıvan sul Don, 14 novembre 1829 – Kamyšin, 12 aprile 1866) è stato un poeta, scrittore e traduttore armeno.

## Biografia
Nalbandian nacque a Nakhichevan sul Don, una città fondata da armeni nel sud della Russia. Pur avendo viaggiato molto, visitò l'Armenia solo una volta. Intellettuale radicale, Nalbandian fu un fervente sostenitore del secolarismo e dell'anticlericalismo, dell'uso dell'armeno moderno (in contrapposizione all'armeno classico) e un critico del clero conservatore della Chiesa apostolica armena, nonché anticattolico. Ispirato dall'Illuminismo e dall'unificazione italiana, Nalbandian sostenne riforme, il nazionalismo culturale e l'agrarianismo tra gli armeni. Nei suoi ultimi anni fu influenzato da radicali russi come Alexander Herzen e Nikolay Chernyshevsky. Per questo fu perseguitato e morì in esilio a 37 anni.
Promotore del modernismo, è visto come un seguace di Khachatur Abovian. A sua volta, influenzò molti altri, tra cui il romanziere Raffi, i rivoluzionari nazionalisti armeni (soprattutto i membri di Dashnak) e i marxisti armeni, come Alexander Miasnikian. Nalbandian era molto considerato nel periodo sovietico, tanto che il Dashnak adottò il testo della sua poesia "Mer Hayrenik" (La nostra patria), basato sulla sua poesia "La canzone di una ragazza italiana", come inno della Prima Repubblica di Armenia, nel 1918. Con l'indipendenza dell'Armenia dall'Unione Sovietica, nel 1991, "La nostra patria" ne è diventato nuovamente l'inno ufficiale.